# Беніто Кінкела Мартін
Беніто Кінке́ла Марті́н (ісп. Benito Quinquela Martín; нар. 1 березня 1890, Буенос-Айрес — пом. 28 січня 1977, Буенос-Айрес) — аргентинський живописець-самоучка.

## Біографія
Народився 1 березня 1890 року в місті Буенос-Айресі (Аргентина).

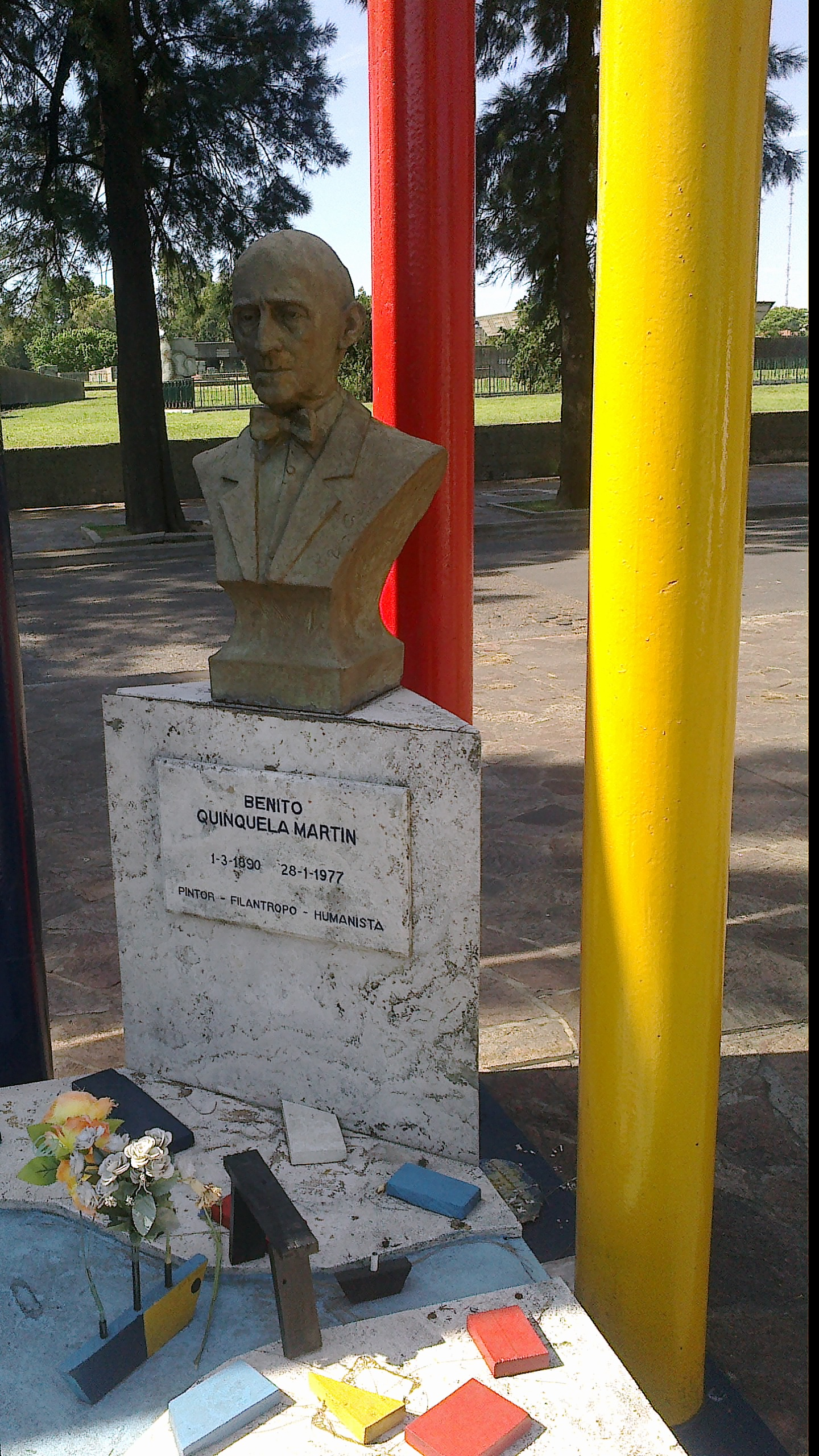
Надгробок М. Кінкели.

Помер в Буенос-Айресі 28 січня 1977 року. Похований на цвинтарі Ла-Чакаріта.

## Творчість
Розпочав працювати, як художник-портретист, проте отримав визнання як графік і монументаліст.
Автор розписів в Музею «Педро де Мендоса» в районі Ла-Бока (1936) і в низці адміністративних споруд в Буенос-Айресі, Токіо, Ріо-де-Жанейро. Основні теми картин — праця вантажників і рибалок, види портового району Ла-Бока. Серед робіт:
- «Повернення з рибалки»;
- «Вантажники вугілля»;
- «Вантаження зерна»;
- «Лагодження вітрил».

Автор гравюр.

## Вшанування пам'яті

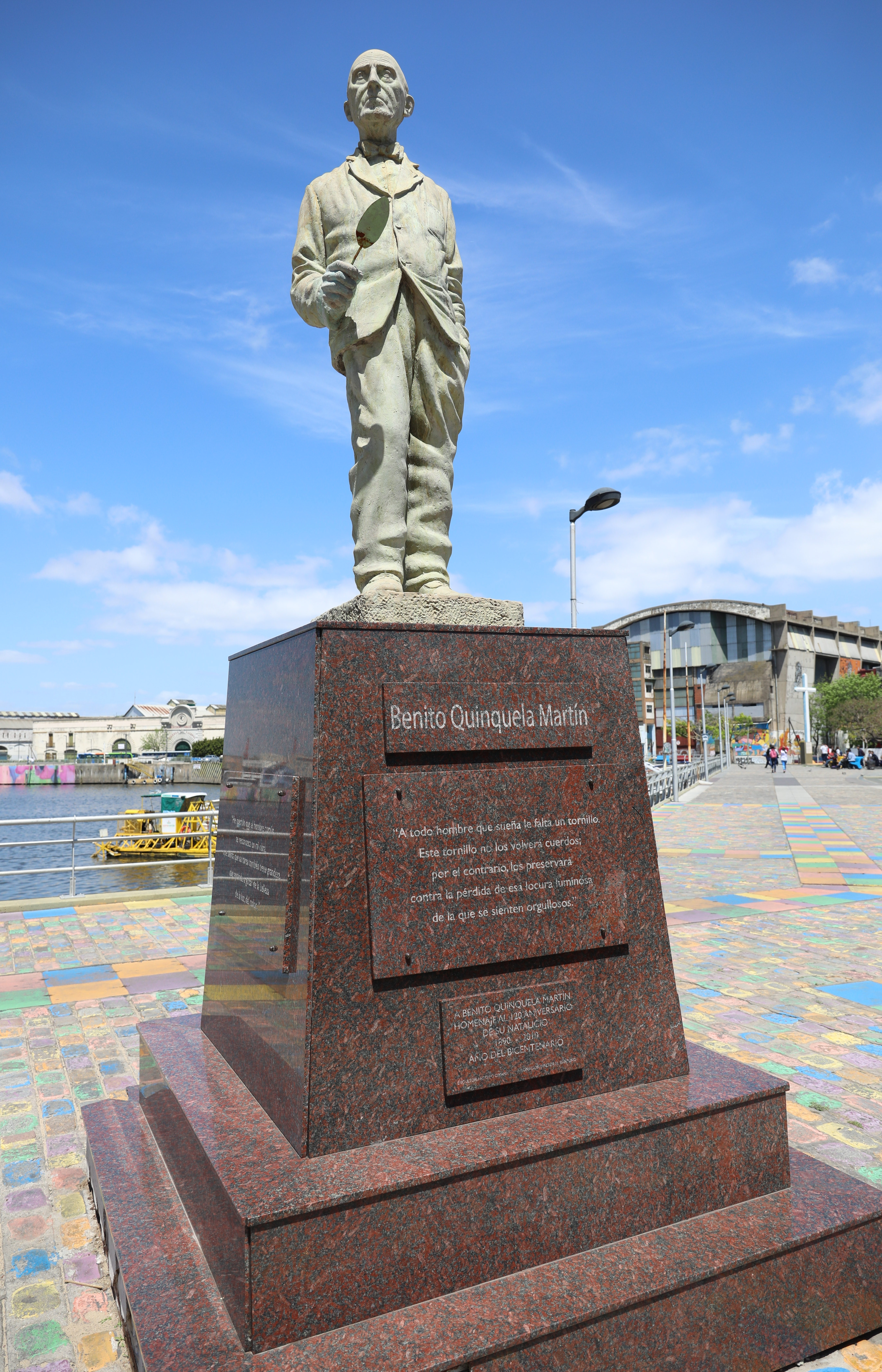
Пам'ятник

В районі Ла-Бока художнику встановлений пам'ятник.